# Dowód składowy
Dowód składowy – papier wartościowy o charakterze towarowym, zbywalny przez indos dokument wydany przez dom składowy, składający się z dwóch części, z których jedna (rewers) stwierdza posiadanie rzeczy złożonych na skład, a druga (warrant) stwierdza ustanowienie zastawu na rzeczach złożonych na skład.
Zaliczany jest do towarowych papierów wartościowych. Owymi papierami wartościowymi są: dowód składowy (jako całość), a także rewers i warrant. Jest także papierem na zlecenie, czyli przenoszonym w drodze indosu. Jest on dowodem zawarcia umowy składu, która pociąga za sobą określone skutki (uprawnienia i obowiązki) dla składającego i przyjmującego na skład. Do funkcji dowodu składowego należą m.in.: kredytowa, gwarancyjna, obiegowa, płatnicza, refinansowa, inwestycyjna oraz legitymacyjna.

## Funkcje dowodu składowego
Dowód składowy – jako towarowy papier wartościowy – ukształtowany został do spełniania konkretnych celów gospodarczych. Dowód składowy spełnia w obrocie prawnym między innymi funkcje: 
1. Kredytową – jest instrumentem prawnym służącym do łatwego pozyskiwania środków finansowych. Funkcja kredytowa przejawia się przede wszystkim w możliwości uzyskania kredytu towarowego, polegającego na odłożeniu w czasie terminu płatności w zamian za wystawienie i puszczenie w obieg dowodu. Pozwala to na dokonywanie niemal niezliczonej liczby transakcji bez konieczności uruchamiania środków pieniężnych, co czyni obrót sprawniejszym i bezpieczniejszym. Podstawą takiego kredytowania jest umowa składu zawarta z domem składowym i wystawienie dowodu składowego. Dowód składowy jest także wygodnym środkiem zyskania kredytu bankowego. W doktrynie i praktyce przedwojennej wskazywano na silniejszą pozycję indosowanego dowodu składowego (warrantu) w tego typu transferach niż weksla trasowego (warunek posiadania dwóch indosów zamiast trzech jako weksel).
2. Gwarancyjną – zabezpiecza zarówno prawa podmiotu uprawnionego, jak i zobowiązanego. Dowód składowy zabezpiecza zapłatę inkorporowanej w nim wierzytelności zarówno przez osoby zobowiązane na nim podpisane, jak i przede wszystkim przez fizycznie zidentyfikowany towar, będący przedmiotem umowy składu, który może być przez dom składowy sprzedany bez potrzeby uruchamiania długotrwałej i kosztownej procedury sądowej.
3. Obiegową – jest narzędziem prostego przenoszenia praw do określonych towarów za pomocą specjalnie ukształtowanej cesji wekslowej – indosu na określoną bliżej liczbę podmiotów. Podstawą tego obrotu są: posiadanie przez dowód charakteru papieru wartościowego oraz instytucją indosu. Najbardziej przystosowany do obrotu jest dowód składowy opiewający na towary zamienne(oznaczone co do gatunku), połączone ze sobą i należące do kilku właścicieli (alla rinfusa). Dowód taki zawsze ma zabezpieczenie w towarze, który przedsiębiorca składowy zobowiązany jest wydać uprawnionemu, mimo że np. konkretna partia towaru złożona przez dany podmiot uległa zepsuciu lub w inny sposób zmniejszyła się jego wartość.
4. Płatniczą – jest surogatem pieniądza, służącemu do regulowania zobowiązań z pomocą wręczania papieru wartościowego.
5. Refinansową – polegającą na możliwości złożenia dowodu do banku w celu jego redyskonta – wykupienia, za sumę pomniejszoną o stosowaną prowizję, przed terminem płatności. Uprawniony ma wówczas możliwość uzyskania gotówki przed terminem upływu okresu składu.
6. Inwestycyjną – jest atrakcyjną formą lokowania kapitału. Jest przy tym papierem „bezpiecznym” dla inwestora, pozwalającym na zaspokojenie roszczeń albo z towaru złożonego w przedsiębiorstwie składowym albo bezpośrednio od zobowiązanego.
7. Legitymacyjną – wskazuje na podmiot uprawniony i zobowiązany danego stosunku prawnego.

## Cechy dowodu składowego
Dowód składowy, jako kategoria papierów wartościowych oraz dokument inkorporujący w sobie prawo do rzeczy, charakteryzuje się następującymi cechami:
1. jego zdolność do przenoszenia przez indos;
2. pieczą wystawcy tych papierów nad towarem, które „reprezentują” one w obrocie;
3. fakt wyrażenia jego wartości nie w jednostkach pieniężnych, lecz na podstawie innych wyznaczników pośrednio wskazujących na określoną sumę pieniędzy;
4. fakt stanowienia przez taki dokument elementu stosunku prawnego, opartego na umowie (np. składu).

## Geneza dowodu składowego
Genezy dowodów składowych należy upatrywać w działalności wielkich przedsiębiorstw handlowych zajmujących się przeładunkiem i przechowywaniem towarów. W toku rozwoju instytucji domu składowego wykształciły się dwa rodzaje dowodu składowego: jedno i dwuczęściowego. 
Dowód jednoczęściowy – będący dokumentem jednolitym, od którego nie można oddzielić innych dokumentów, ukształtowany został w krajach o rozwiniętym handlu: Stanach Zjednoczonych, Anglii, Hiszpanii czy Niemczech. Ten system pojedynczych dowodów składowych upraszcza obrót towarami: przeniesienie ich własności bądź obciążeni wymaga tylko posługiwania się jednolitym dokumentem, który jako całość reprezentuje towar. Wydany jest ona na żądanie składającego. 
Dowód podwójny – oparty na istnieniu dwóch dokumentów, tj. rewersu i warrantu, wykształcony został we Francji, Belgii, Austrii czy Włoszech. Polega na tym, iż towar złożony na skład może być sprzedany przez zbycie rewersu, zastawiony zaś za pomocą warrantu. Rewers i warrant mogą zostać odłączone od dowodu składowego i być przenoszone za pomocą indosu. Stają się one samodzielnymi papierami wartościowymi i reprezentują ten sam towar. 

## Przenoszenie praw z dowodu składowego
Dowód składowy, jak i każda z jego części oddzielnie mogą być przenoszone przez indos (pisemne oświadczenie umieszczone na papierze zbywającego, oznaczające przeniesienie praw na inną osobę). Z chwilą wydania dowodu składowego przedmiotem obrotu może być tylko ten dokument (lub jego części). Bez tego dokumentu rozporządzenie towarem jest nieważne. Do przenoszenia przez indos dowodów składowych stosuje się Prawo wekslowe o indosie.
Dom składowy ma obowiązek wydania towaru lub jego równowartości wobec każdego, kto nabył cały dowód składowy, bądź też jego poszczególne części. Odpowiada także za szkodę spowodowana zniszczeniem, ubytkiem lub uszkodzeniem towaru. Możliwość wystawienia nowego dowodu składowego w zamian za już istniejący, podział złożonego towaru na części i wystawienia osobnych dowodów składowych na każdą z tych części, bądź w przypadku zagubienia go dom składowy powinien wystawiać nowe dowody składowe, pamiętając o zabezpieczeniu praw uprawnionych. Stary dowód składowy dom składowy powinien odebrać i unieważnić lub zniszczyć. Koszty tych zabiegów ponosi zgłaszający żądanie. 

## Dowód składowy w prawie polskim
W prawie polskim dowód składowy jako papier wartościowy został uregulowany ustawą z dnia 16 listopada 2000 r. o domach składowych oraz zmianie Kodeksu cywilnego, Kodeksu postępowania cywilnego i innych ustaw (Dz.U. z 2000 r. nr 114, poz. 1191), która weszła w życie z dniem 4 stycznia 2001 r. Ustawa ta została uchylona przez art. 104 ustawy z dnia 25 marca 2011 r. o ograniczaniu barier administracyjnych dla obywateli i przedsiębiorców (Dz.U. z 2011 r. nr 106, poz. 622) ze skutkiem na 1 lipca 2011 r. Zgodnie z zasadą numerus clausus papierów wartościowych, oznacza to zniesienie z tą datą dowodu składowego jako instytucji prawnej. Przyczyną uchylenia przepisów o dowodzie składowym było znikome wykorzystanie tej instytucji w praktyce obrotu gospodarczego.